# Museo di antropologia dell'Università della Columbia Britannica
Il Museo di antropologia dell'Università della Columbia Britannica (in inglese: "Museum of Anthropology at UBC", spesso riferito con l'acronimo MOA) è un istituto didattico che ha sede nella città di Vancouver. L'edificio del museo è stato progettato da Arthur Erickson.

## Galleria d'immagini

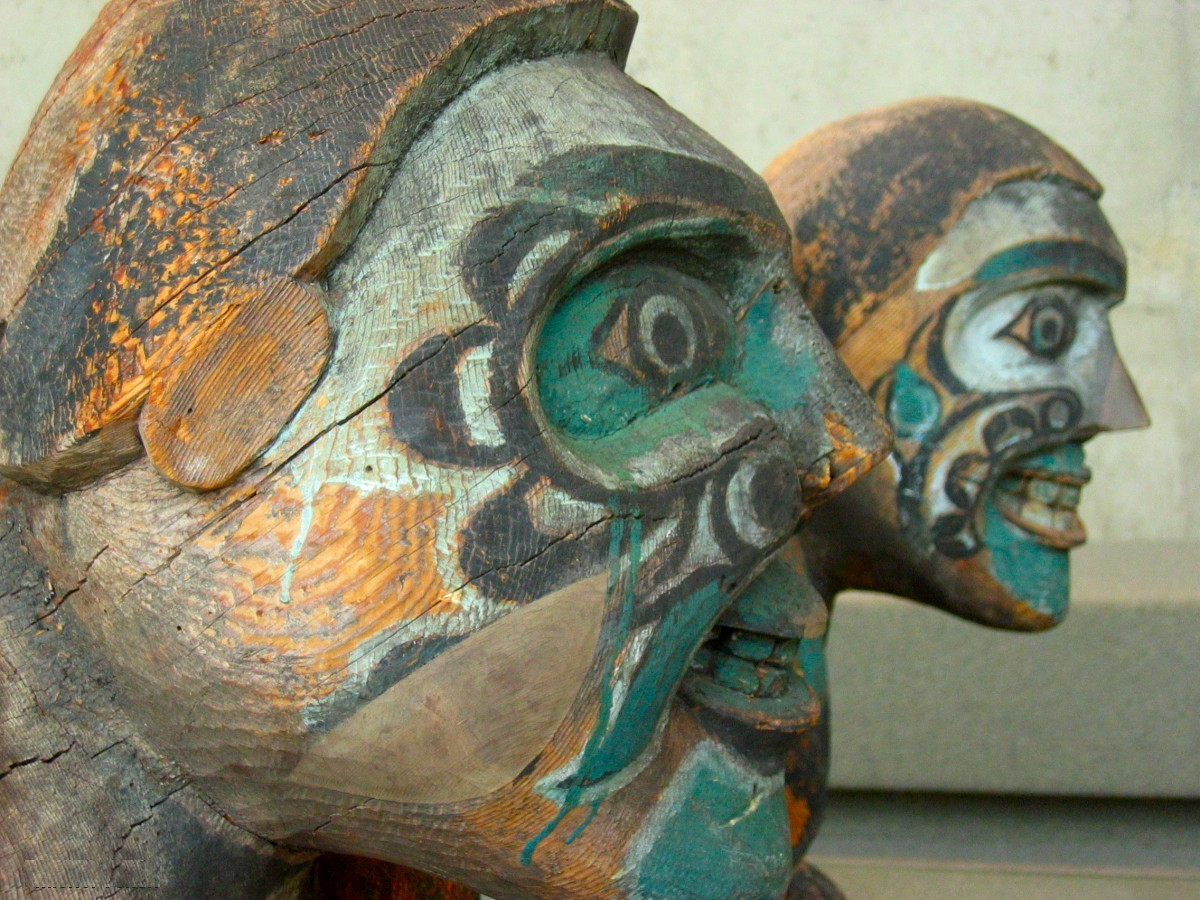
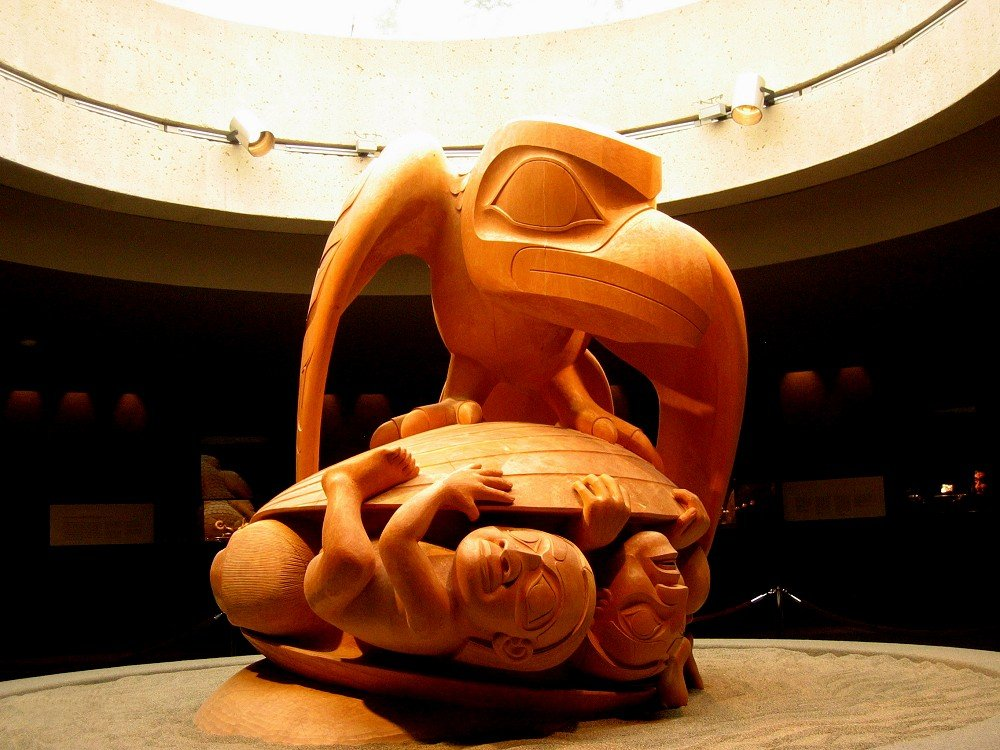
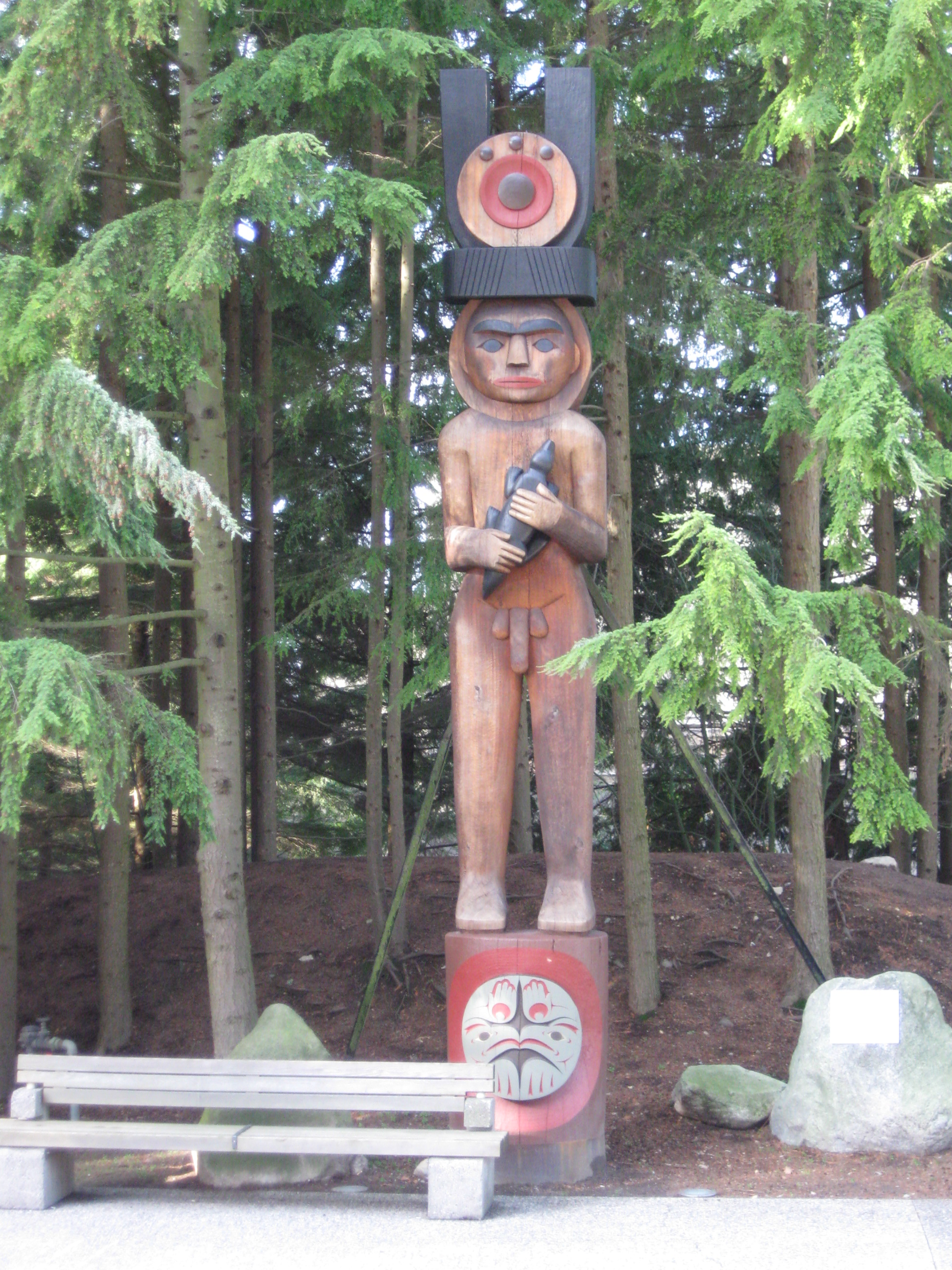
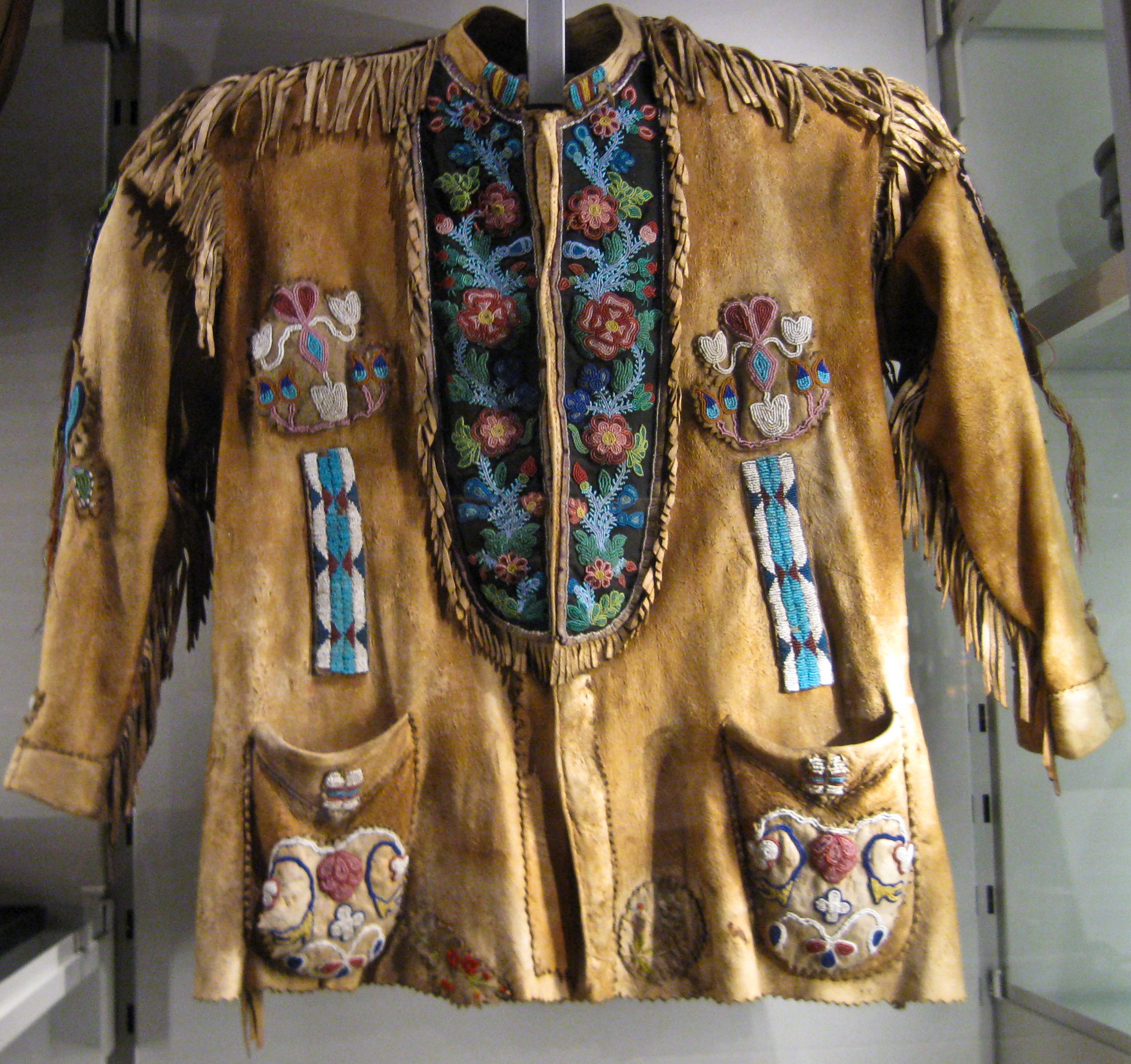
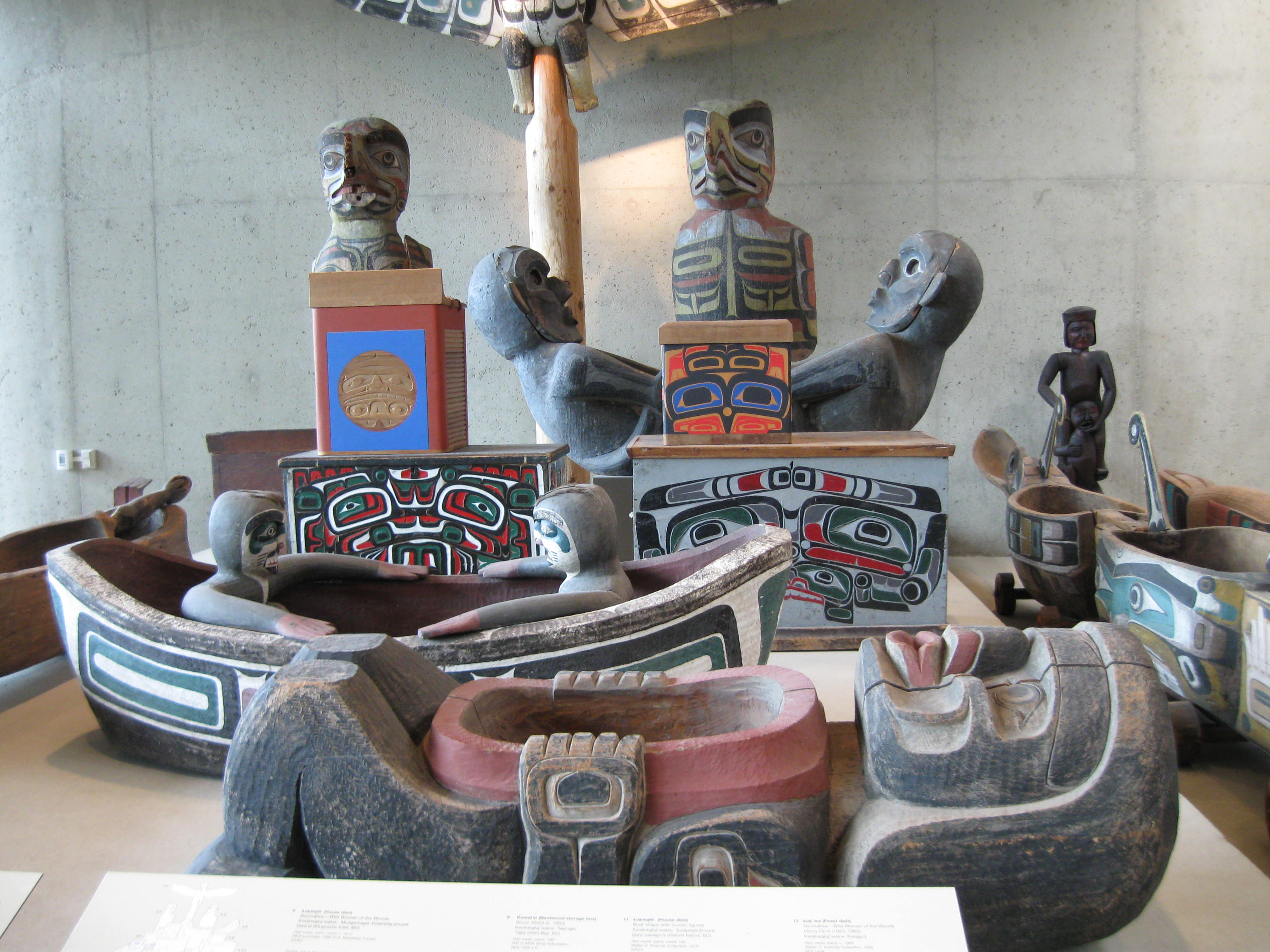
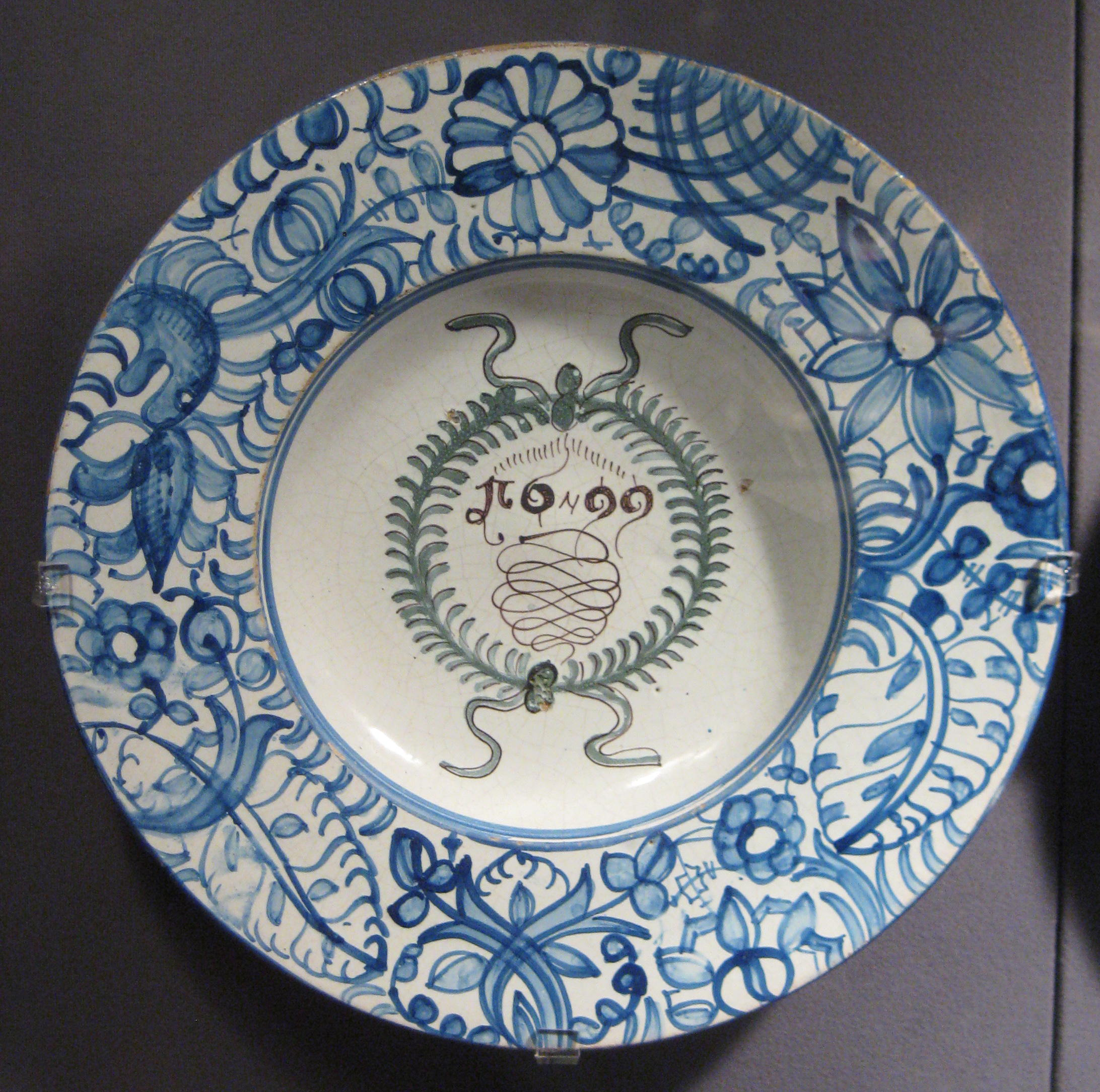
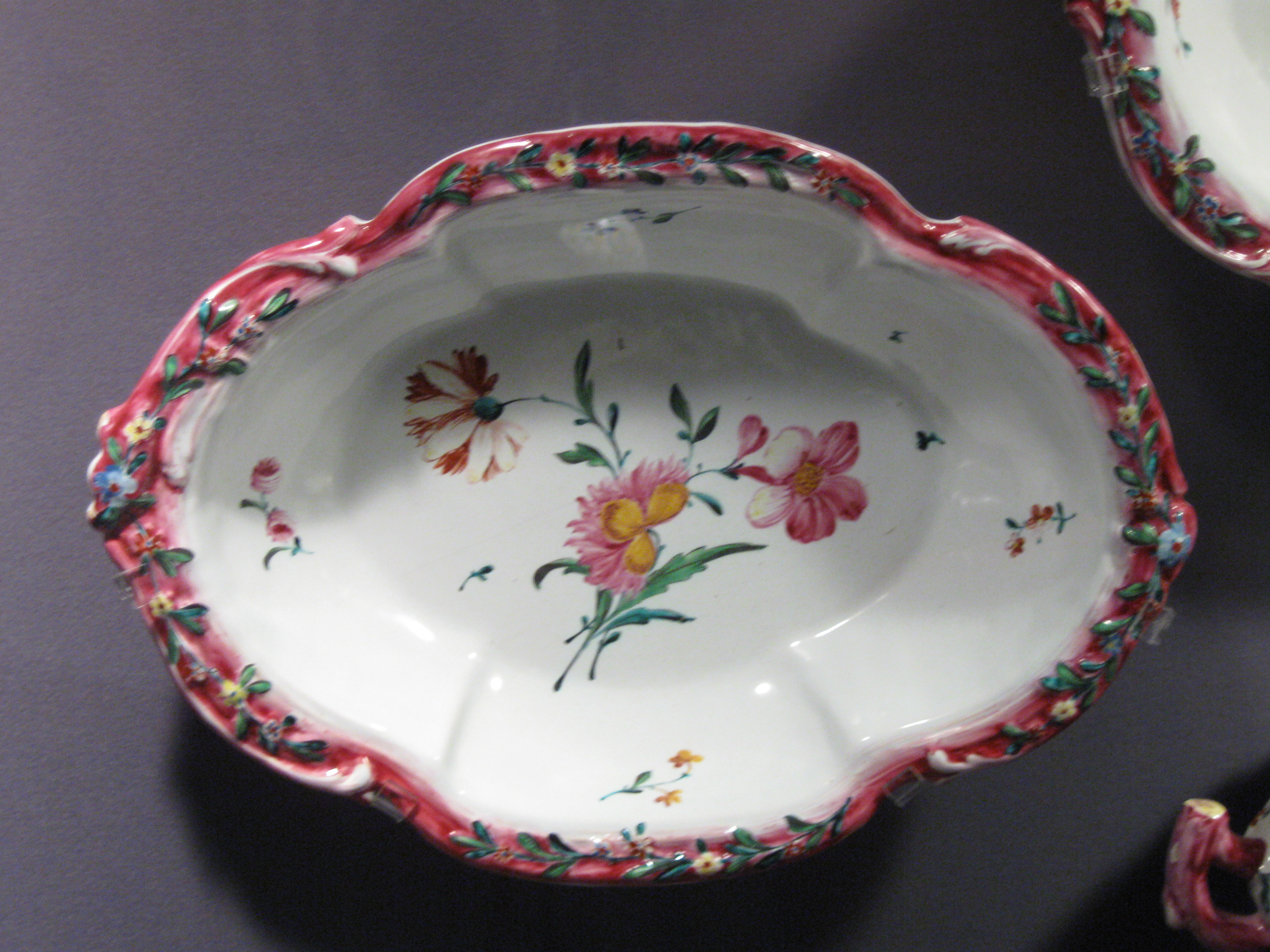